# Marsac (Altos Pirineos)
 Marsac  es una comuna y población de Francia, en la región de Mediodía-Pirineos, departamento de Altos Pirineos, en el distrito de Tarbes y cantón de Vic-en-Bigorre.
Su población en el censo de 1999 era de 195 habitantes.
Está integrada en la Communauté de communes Vic-Montaner.

## Demografía
| 181 | 183 | 179 | 194 | 213 | 195 |
| Para los censos de 1962 a 1999 la población legal corresponde a la población sin duplicidades (Fuente: INSEE [Consultar]) |     |     |     |     |     |